# Sanopus splendidus
Espèce
Statut de conservation UICN

 EN B2ab(iii) : En danger
Sanopus splendidus est une espèce de poissons marins de la famille des Batrachoididae et endémique de l'île Cozumel (Mexique).

## Répartition
Sanopus splendidus est endémique de l'île Cozumel (Mexique) et se rencontre à une profondeur comprise entre 8 et 25 m mais plus généralement entre 10 et 15 m. 

## Description
La taille maximale connue pour Sanopus splendidus est de 240 mm. Contrairement aux autres espèces de la famille des Batrachoididae, ce poisson est très coloré. 
Il se nourrit de petits poissons, de gastéropodes et de vers polychètes.

## Étymologie
Son nom spécifique, du latin splendidus, « brillant, éclatant, resplendissant, radieux, étincelant », lui a été donné en référence à sa livrée brillamment colorée.

## Publication originale
- (en) Bruce B. Collette, « A review of the coral toadfishes of the genus Sanopus with descriptions of two new species from Cozumel Island, Mexico », Proceedings of the Biological Society of Washington, Washington, Biological Society of Washington (d), vol. 87, no 18,‎ 22 octobre 1974, p. 185-204 (ISSN 0006-324X et 1943-6327, OCLC 1536434, lire en ligne).